# Związek gmin Bönnigheim
Związek gmin Bönnigheim – związek gmin (niem. Gemeindeverwaltungsverband) w Niemczech, w kraju związkowym Badenia-Wirtembergia, w rejencji Stuttgart, w regionie Stuttgart, w powiecie Ludwigsburg. Siedziba związku znajduje się w mieście Bönnigheim, przewodniczącym jego jest Kornelius Bamberger.
Związek zrzesza jedno miasto i dwie gminy wiejskie:
- Bönnigheim, miasto, 7 520 mieszkańców, 20,14 km²
- Erligheim, 2 686 mieszkańców, 6,19 km²
- Kirchheim am Neckar, 5 159 mieszkańców, 8,53 km²